# Międzynarodówka Komunistyczna

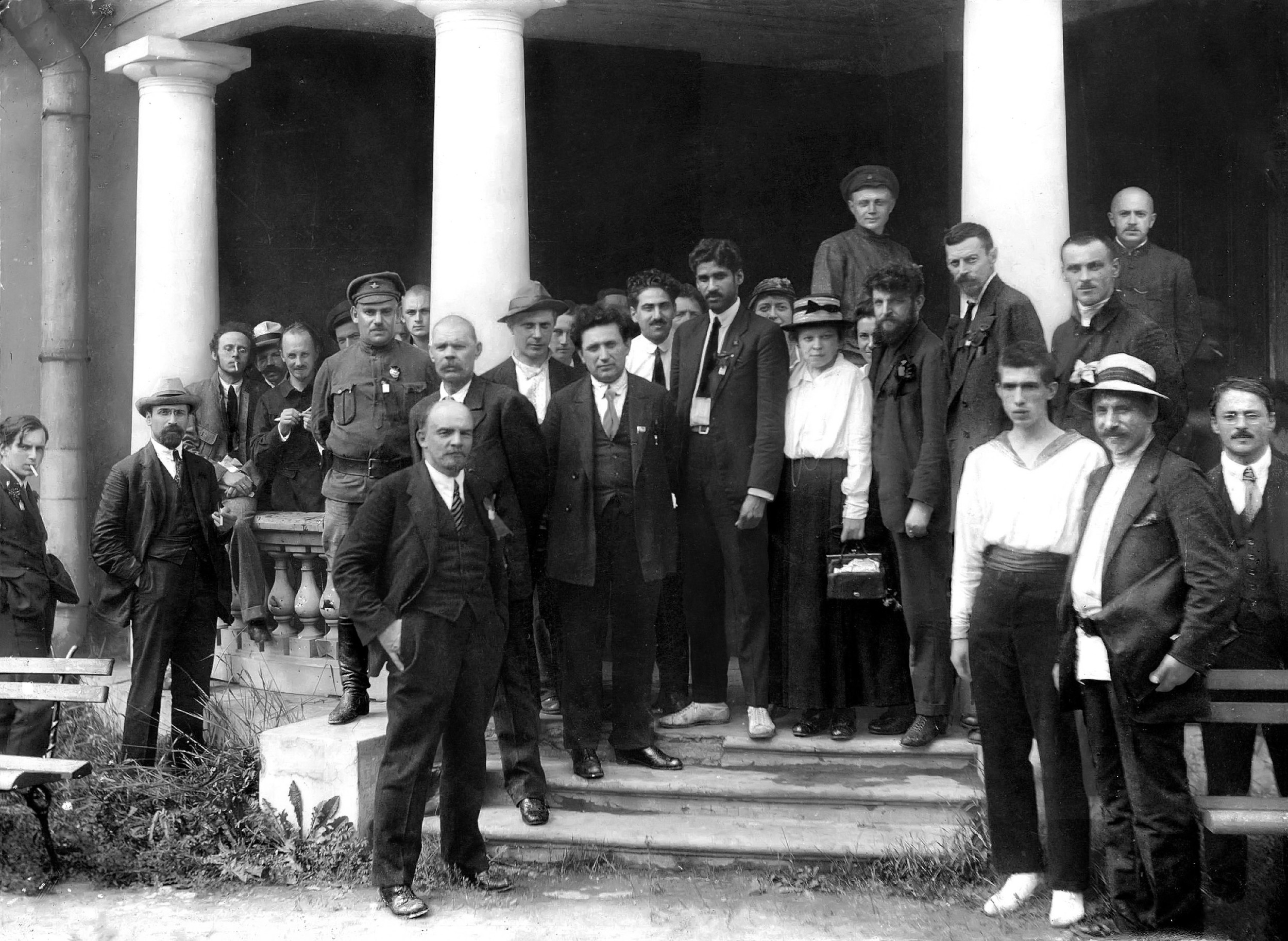
Delegaci na II kongres Kominternu, Piotrogród, 19 lipca 1920

Międzynarodówka Komunistyczna (zwana także III Międzynarodówką), w skrócie Komintern (od ros. Коммунистический интернационал, trl. Kommunisticzjeskij internacionał) – organizacja międzynarodowa, która powstała z inicjatywy Włodzimierza Lenina w Moskwie, w dniach 2–6 marca 1919 roku. Została ona założona przez 19 partii komunistycznych, a wśród nich także Komunistyczną Partię Polski.
Celami Międzynarodówki było propagowanie idei komunistycznych i przygotowania do światowej rewolucji. Kierowana była przez Komitet Wykonawczy, na czele którego stał początkowo Grigorij Zinowjew (1920–1925), następnie Nikołaj Bucharin (1926–1929) i Georgi Dimitrow (1934–1943). W czasie II Zjazdu Międzynarodówki w 1920 roku zebrali się delegaci z 37 krajów. Ustalono wtedy zasady Kominternu, czyli tak zwane 21 punktów. Mówiły one o podporządkowaniu się partii członkowskich radzieckim wzorom względem struktury i dyscypliny oraz dawały wytyczne działalności i infiltracji komunistycznej na terenie działania partii kominternowskich. W czasie wielkiej czystki w Związku Radzieckim NKWD uwięziło, prześladowało lub zgładziło wielu komunistów z ZSRR i z innych krajów.
Każda z partii komunistycznych podlegała Komitetowi Wykonawczemu Kominternu (IKKI), a ten z kolei był wydziałem Komitetu Centralnego Rosyjskiej Komunistycznej Partii (bolszewików). Dla zapewnienia sobie absolutnej kontroli WKP(b) przyznała sobie pięć miejsc w Komitecie Wykonawczym, wszystkie inne dysponowały jednym miejscem.
Międzynarodówka Komunistyczna została rozwiązana 15 maja 1943 roku przez Józefa Stalina. Na to miejsce powołano w 1947 roku Kominform, czyli Biuro Informacyjne Partii Komunistycznych i Robotniczych. Zadaniem Kominformu było koordynowanie działalności europejskich partii komunistycznych.

## Korzenie Międzynarodówki Komunistycznej

### Od Pierwszej do Drugiej Międzynarodówki
Choć podziały na rewolucjonistów i reformistów pojawiły się o wiele wcześniej, za źródło pochodzenia Międzynarodówki Komunistycznej należy uznać podział w ruchu robotniczym jaki pojawił się w 1914 roku, wraz z wybuchem I wojny światowej. Pierwsza Międzynarodówka, założona w 1864 roku podzieliła się pomiędzy socjalistów a anarchistów, którzy nie chcieli wkraczać na arenę walki politycznej, lecz propagowali ideę utworzenia silnego ruchu anarchosyndykalistycznego. Druga Międzynarodówka, utworzona w 1889 roku stała się sceną podobnych tarć.

### Problem „socjalistycznej partycypacji w burżuazyjnym rządzie”
Od ok. 1899 roku reformistyczne i prawicowe elementy ruchu socjalistycznego wspierały wejście francuskiego niezależnego socjalisty Alexandre Milleranda do republikańskiego rządu Waldeck-Rousseau (1899–1902). W skład tego gabinetu wchodził także jako minister wojny markiz de Galliffet, najbardziej znany ze swej brutalnej działalności podczas tłumienia Komuny Paryskiej w 1871 roku. Z drugiej strony uczestnictwu w rządzie sprzeciwiali się rewolucjoniści bądź lewicowi socjaliści. We Francji za reprezentanta tego nurtu uchodził m.in. Jules Guesde, a po przeciwnej stronie barykady stał np. Jean Jaurès, uważany za jednego z twórców socjaldemokracji. W 1899 roku Guesde powiedział m.in.: Gdziekolwiek proletariat, zorganizowany w partię klasową – która jak mówi się jest partią rewolucji – może penetrować wybrane zgromadzenie; gdziekolwiek może penetrować twierdzę wroga, ma nie tylko prawo, ale powinność wyłamania się i utworzenia socjalistycznego garnizonu w kapitalistycznej fortecy! Ale w tych miejscach, gdzie penetruje nie z woli robotników, nie za sprawą siły socjalistycznej; tam, gdzie penetruje jedynie za zgodą, za zaproszeniem i konsekwentnie w interesie klasy kapitalistycznej, tam socjalizm wchodzić nie powinien.
Guesde krytykował pogląd, iż przez tekę nadaną osobie socjalizm naprawdę zdobył władzę – podczas gdy w rzeczywistości to władza zdobyła jego samego, twierdząc że takie postępowanie doprowadzi do bankructwa socjalizmu. Z drugiej strony Jaurès wspierał socjalistyczny udział w burżuazyjnym rządzie. Pogląd swój przedstawił w przemowie z 29 listopada 1900 roku w Lille na temat „dwóch metod”. Jaurès przemawiał przez kilka godzin przed tłumem ok. 8 tys. osób.

### Rewizjoniści
Równie ważne były kontrowersje dotyczące publikacji Eduarda Bernsteina na temat ewolucyjnego socjalizmu, która wyznaczyła reformistyczną ścieżkę do osiągnięcia socjalizmu. Poglądy Bernsteina miażdżącej krytyce poddało wielu socjalistów, między innymi Karl Kautsky i Róża Luksemburg. Wkrótce potem nurt rewizjonistyczny zdominował Drugą Międzynarodówkę, co doprowadziło do zerwania z nią przez socjalistów rewolucyjnych.

### Efekty rewolucji z 1905 roku
Rewolucja 1905 roku w Rosji zaowocowała radykalizacją wielu partii socjalistycznych, jak również falą strajków generalnych w krajach Europy Zachodniej, których głównym żądaniem było zagwarantowanie wszystkim praw wyborczych. W tym czasie Druga Międzynarodówka zyskiwała gwałtownie na popularności. Kautsky, nazywany papieżem marksizmu był wówczas radykalnym wydawcą wysoce wpływowego „Die Neue Zeit”, organu prasowego masowej Socjaldemokratycznej Partii Niemiec (SPD), będącej jednym z „okrętów flagowych” Międzynarodówki.
Jednakże około 1910 roku zaczęły pojawiać się podziały także na lewicy SPD, a myśliciele tacy jak Luksemburg czy holenderski teoretyk Anton Pannekoek stali się jeszcze bardziej krytyczni niż Kautsky. Od tamtego czasu w łonie Międzynarodówki można było wskazać reformistyczne prawe skrzydło, centrum i rewolucyjne lewe skrzydło. Z tego punktu widzenia zarówno bolszewickie, jak i mienszewickie skrzydła Socjaldemokratycznej Partii Robotniczej Rosji były postrzegane jako jej lewica. Pomimo tego grupy rosyjskich imigrantów wchodzące w skład Międzynarodówki nie były wysoko oceniane przez jej liderów i pozostawały nieznane szerokim masom robotniczym.

### Niepowodzenie Drugiej Międzynarodówki w obliczu I wojny światowej
I wojna światowa była tym czynnikiem, który ostatecznie i nieodwracalnie oddzielił rewolucyjne i reformistyczne skrzydła ruchu robotniczego. Ruch socjalistyczny był historycznie antymilitarystyczny i internacjonalistyczny, sprzeciwiając się ostro wykorzystywaniu robotników jako „mięsa armatniego” przez „burżuazyjne” rządy w ich wojnach. Manifest komunistyczny autorstwa Karola Marksa stwierdzał wprost, iż robotnicy nie mają ojczyzny i nawoływał proletariusze wszystkich krajów, łączcie się!.
Jednakże pomimo sporej większości głosującej za przyjęciem rezolucji mówiącej o sprzeciwie Drugiej Międzynarodówki wobec wojny, w kilka godzin po zdeklarowaniu stanu wojny, niemal wszystkie socjalistyczne partie państw w niej biorących udział wyraziły swoje poparcie dla swoich krajów. Wyjątkiem tutaj były partie z Bałkanów, Rosji i niewielka ilość pomniejszych ugrupowań z innych państw. Ku zdumieniu Lenina, nawet niemiecka SPD zagłosowała za kredytami wojennymi. Ostatecznie, zabójstwo francuskiego socjalisty Jeana Jaurèsa 31 sierpnia 1914 roku pozbawiło wszystkich nadziei, ponieważ zginął ostatni człowiek posiadający odpowiednią charyzmę, aby przekonać poszczególnych liderów socjalistycznych do niepopierania wojennych rządów jedności narodowej.
W odpowiedzi na powyższe Lenin zorganizował tzw. „lewicę zimmerwaldzką”, która podczas konferencji w Zimmerwaldzie w 1915 roku opowiedziała się przeciwko imperialistycznej wojnie. Opublikował także pamflet pt. Socjalizm i wojna, w którym nazwał wszystkich socjalistów współpracujących z wojennymi rządami „socjal–szowinistami” (socjalistami słów, ale szowinistami czynów). Równocześnie napiętnował także centrum Międzynarodówki, które pomimo sprzeciwu wobec wojny bało się złamać dyscyplinę partyjną i zagłosować przeciwko angażowaniu się w konflikt zbrojny.
W czasie I wojny światowej działalność Drugiej Międzynarodówki faktycznie ustała. Jej internacjonalizm został pokonany przez idee nacjonalistyczne, które zwyciężyły w partiach socjalistycznych wchodzących w jej skład.

## Założenie Kominternu
Komintern został założony w marcu 1919 roku przez rosyjskich bolszewików, którzy nazwali siebie „komunistami”. Lenin rozesłał wówczas swe 21 warunków (jednym z nich był centralizm demokratyczny) do wszystkich partii socjalistycznych, które w odpowiedzi na to podzieliły się na popierające nową Międzynarodówkę i odrzucające ją. Sekcja Francuska Międzynarodówki Robotniczej (SFIO) podczas kongresu w Tours w 1920 roku stała się areną rozłamu – powstała Francuska Partia Komunistyczna (nazywana także Francuską Sekcją Międzynarodówki Komunistycznej), popierająca nową internacjonalistyczną organizację. W 1920 roku powstała także Komunistyczna Partia Hiszpanii, a w 1921 również utworzono Włoską i Komunistyczną Partię Belgii.
Centralną ideą Kominternu było twierdzenie, iż partie komunistyczne powinny być tworzone na całym świecie w celu przygotowywania światowej rewolucji proletariackiej. Wcielona w życie miała być także zasada centralizmu demokratycznego, mówiąca m.in. że rewolucja musi być odpowiednio „zakorzeniona” w danym kraju, ale Komintern może interweniować w celu jej przyspieszenia. Lenin wcześniej wskazał główne cele strategiczne ruchu w swojej książce Co robić? z 1902 roku. Twierdził także, iż nowa Międzynarodówka będzie sztabem generalnym światowej rewolucji.

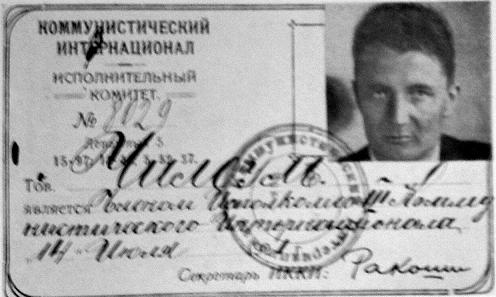
Kominternowska karta członkowska Karla Kilboma (1885–1961), szwedzkiego polityka socjalistycznego

Następujące partie i ruchy zostały zaproszone na pierwszy kongres Międzynarodówki Komunistycznej w marcu 1919 roku:
- Komunistyczna Partia Niemiec
- Rosyjska Partia Komunistyczna (bolszewików)
- Komunistyczna Partia Austrii
- Komunistyczna Partia Węgier
- Komunistyczna Partia Finlandii
- Komunistyczna Partia Robotnicza Polski
- Komunistyczna Partia Estonii
- Komunistyczna Partia Łotwy
- Komunistyczna Partia Litwy i Białorusi[5]
- Komunistyczna Partia (bolszewików) Ukrainy
- rewolucyjne grupy czeskich socjaldemokratów
- Bułgarska Partia Socjal-Demokratyczna
- Rumuńska Partia Socjal-Demokratyczna
- lewe skrzydło serbskiej socjaldemokracji
- Partia Lewicy (Szwecja)
- Norweska Partia Pracy
- grupa Klassenkampen z Danii
- Komunistyczna Partia Holandii
- rewolucyjne elementy z Belgijskiej Partii Robotniczej (utworzyły one w 1921 roku Komunistyczną Partię Belgii)
- grupy i organizacje francuskich socjalistów i syndykalistów
- Socjaldemokratyczna Partia Szwajcarii
- Włoska Partia Socjalistyczna
- rewolucyjne elementy Hiszpańskiej Socjalistycznej Partii Robotniczej
- rewolucyjne elementy portugalskiej Partii Socjalistycznej
- Brytyjska Partia Socjalistyczna (grupa pod przywództwem Johna MacLeana)
- Socjalistyczna Partia Pracy (Wielka Brytania)
- Robotnicy Przemysłowi Świata (organizacje w Wielkiej Brytanii, Stanach Zjednoczonych i Australii)
- rewolucyjne elementy organizacji przemysłowych z Irlandii
- Socjalistyczna Partia Pracy ze Stanów Zjednoczonych
- lewicowe elementy z Socjalistycznej Partii Ameryki (Stany Zjednoczone, reprezentowane głównie przez Eugene V. Debsa)
- Związek Przemysłowy Międzynarodówki Pracowniczej (Stany Zjednoczone)
- socjalistyczne grupy z Tokio i Jokohamy (Japonia)
- Międzynarodówka Młodzieży Socjalistycznej (reprezentowana przez Williego Münzenberga)

## Działalność
Zadanie proletariatu wszystkich krajów polega na tym, aby przeszkadzać rządom Anglii, Francji, Ameryki i Włoch w okazywaniu przez nie pomocy białej Polsce (...) Tam, gdzie rządy i sfery kapitalistyczne przed protestami robotników nie ustąpią – organizować należy strajki i stosować nawet gwałt” –
Moskwa 1920 II Kongres III Międzynarodówki.

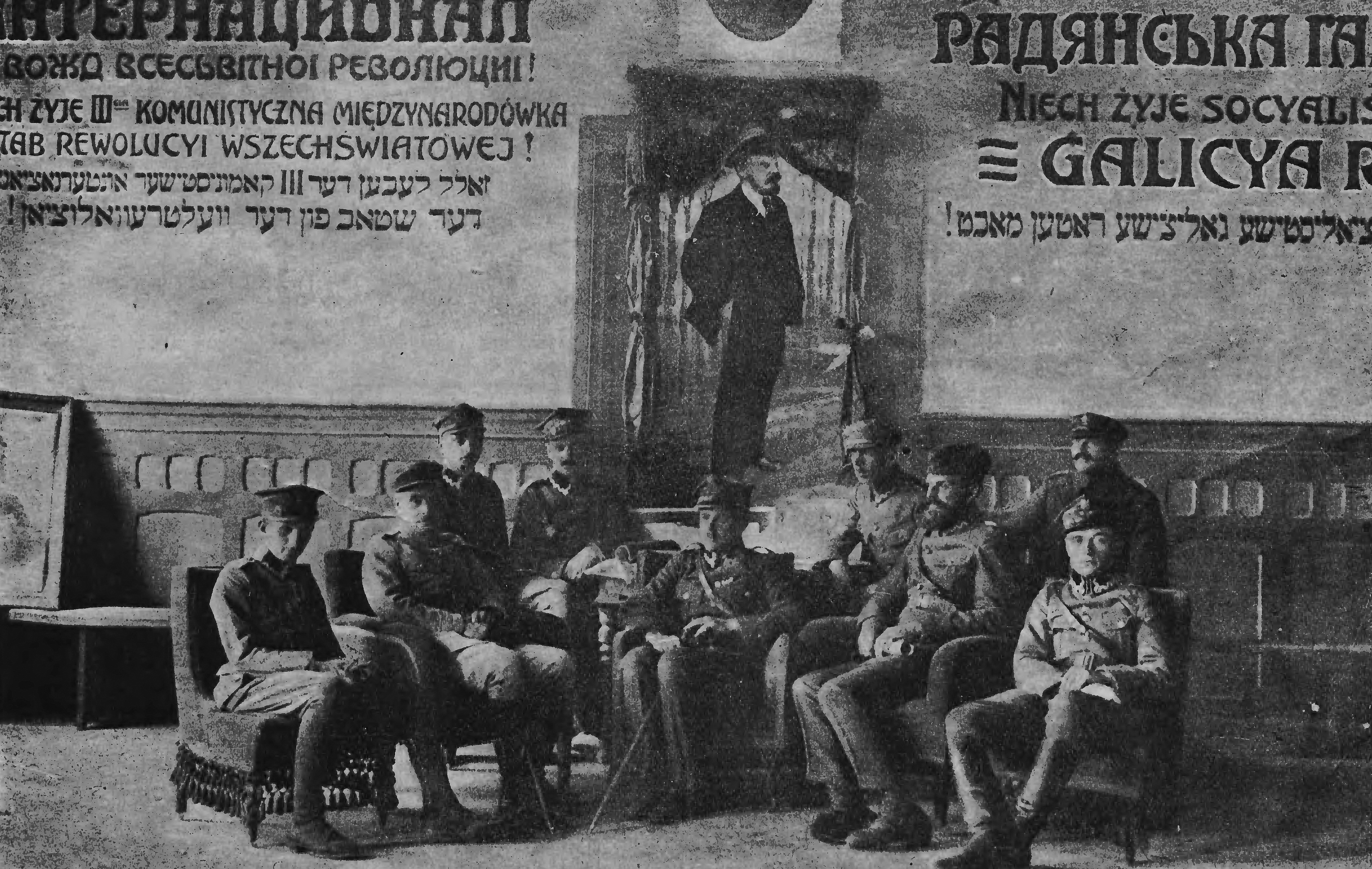
Sala „Gwiazdy” w Tarnopolu – siedziba Komitetu Rewolucyjnego dla Galicji; siedzą członkowie sztabu 12 Dywizji Piechoty, która oswobodziła miasto; wśród nich płk Marian Januszajtis (1920). Na ścianie odezwa do III Międzynarodówki

Komintern aktywnie wspierał komunistyczną Rosję podczas wojny polsko-bolszewickiej. W lipcu 1920 roku w wielu krajach Europy odbywały się strajki przeciwko wojnie w Polsce. Akcja była zorganizowana i koordynowana przez Komintern, który tworzył komitety wspierania Rosji sowieckiej w oparciu o komunistyczne frakcje partii socjaldemokratycznych i finansował potajemnie antypolską propagandę prasową. Robotnicy w Wielkiej Brytanii, we Francji, w Czechosłowacji, w Niemczech wierzyli, że w Rosji zrodziła się prawdziwa władza robotnicza, że zaczęła się realizować idea sprawiedliwości społecznej – sprawiedliwy socjalizm. Przez Europę biegło hasło: Ręce precz od Rosji oraz „Ani jednego naboju dla pańskiej Polski”. Robotnicy krajów zachodnich byli powszechnie przekonani że Polska dobija „robotniczą sprawę”, utożsamianą ze sprawą sowiecką. Na apel Kominternu odpowiedzieli m.in. czescy kolejarze, którzy 12 maja 1920 roku zatrzymali w Brzecławiu francuskie transporty broni dla „białej Polski”, a 6 lipca ogłosili strajk generalny na linii kolejowej Bogumin–Koszyce. Akcje strajkowe poparł rząd Czechosłowacji ogłaszając dnia 9 sierpnia 1920 roku ścisłą neutralność w wojnie polsko-sowieckiej. Podobne stanowisko przyjął również rząd Niemiec (25 lipca). W sierpniu 1920 roku dokerzy niemieccy w Wolnym Mieście Gdańsku – jedynym w powstałej sytuacji połączeniu Rzeczypospolitej ze światem – odmówili rozładunku statków z pomocą dla Polski.
Pierwszym prezesem Międzynarodówki Komunistycznej został Grigorij Zinowjew, który stanowisko to zajmował od 1919 do 1926 roku. Podczas V Kongresu Kominternu w sierpniu 1924 roku oskarżył on o rewizjonizm Györgya Lukácsa (autora publikacji z 1923 roku, pt. Historia i świadomość klasowa) oraz Karla Korscha (Marksizm i filozofia). Przegłosowano wówczas rezolucję, wzywającą do przyłączenia Galicji Wschodniej do Związku Radzieckiego.
W tym samym roku Stalin obwieścił swą tezę socjalizmu w jednym kraju, uszczegółowionej przez Nikołaja Bucharina w jego broszurze wydanej w kwietniu 1925 pt. Czy możemy zbudować socjalizm w jednym kraju przy braku zwycięstwa zachodnioeuropejskiego proletariatu? Stało się to później oficjalną polityką Stalina, zwłaszcza po upadku rewolucji w Niemczech, zduszeniu Węgierskiej Republiki Rad i uzyskiwaniu popularności w Europie przez ruchy rewolucyjne innej proweniencji (zwłaszcza we Włoszech, gdzie faszystom udało się złamać strajki robotnicze i szybko sięgnąć po władzę odbywając w 1922 roku słynny marsz na Rzym). W efekcie tego oddaliła się perspektywa światowej rewolucji.
W 1926 roku Zinowjew został usunięty przez Stalina, a jego miejsce zajął Bucharin. Stał on na czele Kominternu przez dwa lata, do czasu aż w 1928 roku popadł w konflikt ze Stalinem i został usunięty w 1929 ze stanowiska przewodniczącego Komitetu Wykonawczego Kominternu. W latach 1929–1933 stanowisko to było nieobsadzone. W 1934 Stalin wysunął na nie Georgi Dimitrowa, bohatera tzw. procesu lipskiego o podpalenie budynku Reichstagu, który przewodniczył formalnie Kominternowi aż do jego rozwiązania w 1943 roku.

## Rozwiązanie
Ostatni Kongres Kominternu odbył się w 1935 roku. Przyjęto wówczas ideę Frontu Ludowego wymierzonego przeciwko faszyzmowi. Stwierdzono, iż partie komunistyczne powinny zawiązywać sojusze z innymi ugrupowaniami opozycyjnymi wobec faszyzmu. Zaowocowało to m.in. we Francji, gdzie w 1936 roku powstał rząd Léona Bluma.
W tym czasie Lew Trocki zaczyna propagować pogląd, iż należy utworzyć nową Międzynarodówkę, ponieważ ta stara utraciła swój rewolucyjny charakter. Twierdził on także, iż partie stalinowskie należy uznać za reformistyczne, ponieważ podobnie jak ugrupowania socjaldemokratyczne skupiły się na ubezpieczaniu granic własnego państwa. W odpowiedzi Stalin przeprowadza czystkę w łonie Kominternu – Fritz Platten umiera w obozie pracy, aresztowani i zamordowani zostają liderzy indyjskiego, koreańskiego, meksykańskiego, irańskiego i tureckiego ruchu komunistycznego. Jedynymi niemieckimi komunistami, którzy przeżyli byli Wilhelm Pieck i Walter Ulbricht. Spośród jedenastu liderów mongolskiej partii komunistycznej, przeżył jedynie Chorlogijn Czojbalsan. Spora grupa działaczy komunistycznych została przekazana w ręce Hitlera.
W rezultacie powyższych działań, w 1938 roku powstała IV Międzynarodówka, utworzona w opozycji wobec Kominternu. Opowiadała się ona za pacyfizmem, twierdząc iż I wojna światowa miała charakter konfliktu imperialistycznego – pomiędzy klasami rządzącymi poszczególnych państw. Jednakże kiedy ZSRR stał się obiektem ataku Niemiec 22 czerwca 1941 roku, Komintern natychmiast zmienił front, wspierając aliantów.
Komintern został oficjalnie rozwiązany 15 maja 1943 roku przez Stalina, który podjął ten krok w ramach gestu przyjaźni wobec aliantów - Stanów Zjednoczonych Ameryki i Wielkiej Brytanii. Poprzez członkostwo w Kominternie, partie komunistyczne w poszczególnych krajach postrzegane były jako zbiorowi agenci wpływu ZSRR. Rozwiązując Międzynarodówkę Komunistyczną Stalin chciał zatrzeć to wrażenie, a także przekonać do siebie przywódców alianckich, udowadniając w ten sposób, iż nie dąży on już do ogólnoświatowej rewolucji.

## Po Kominternie
We wrześniu 1947 roku, po konferencji w Paryżu na temat Planu Marshalla, Stalin utworzył Kominform (Biuro Informacyjne Partii Komunistycznych i Robotniczych). Była to sieć utworzona przez partie komunistyczne z Bułgarii, Czechosłowacji, Francji, Węgier, Włoch, Polski, Rumunii, ZSRR i Jugosławii (wykluczonej w lipcu 1948 roku). Kominform został rozwiązany w 1956 roku, po śmierci Stalina i XX Zjeździe Komunistycznej Partii Związku Radzieckiego.
Podczas gdy promoskiewskie partie komunistyczne świata nie miały już formalnej organizacji międzynarodowej, ciągle spoglądały na partię komunistyczną Związku Radzieckiego jako na przywódcę i odbywały raz na jakiś czas spotkania w Moskwie. Jeden z najważniejszych takich zjazdów odbył się w 1962 roku, kiedy to miało miejsce rozejście się dróg komunistów radzieckich i chińskich. Szczególnie silna współpraca łączyła partię ZSRR i partie komunistyczne państw Układu Warszawskiego.